# Лауфас-Еда
Лауфас-Еда (нордически: Laufás-Edda) е написана в периода 1608 – 1609 г. от свещеника Магнус Олафсон в Лауфас по поръчка на Арнгримур Йоунсон.
Творбата има за цел да създаде систематизирана и енциклопедична версия на Прозаичната Еда на Снуре Стурлусон. Митовете в Гюлфагининг са представени като серия от примери, а кенингите от Скалдскапармал са организирани по азбучен ред. Последната част – Хататал, не е включена.
Резултатът е една изцяло променена версия на творбата на Снуре, но за сметка на това Лауфас-Еда е правдоподобна и е от голяма помощ на поети и антиквари.